# Didymocarpus
Didymocarpus är ett släkte av tvåhjärtbladiga växter. Didymocarpus ingår i familjen Gesneriaceae.

## Dottertaxa tillDidymocarpus, i alfabetisk ordning[1]
- Didymocarpus acuminatus
- Didymocarpus adenocalyx
- Didymocarpus adenocarpus
- Didymocarpus albicalyx
- Didymocarpus andersonii
- Didymocarpus antirrhinoides
- Didymocarpus aromaticus
- Didymocarpus aurantiacus
- Didymocarpus aureoglandulosus
- Didymocarpus bancanus
- Didymocarpus barbinervius
- Didymocarpus bhutanicus
- Didymocarpus bicolor
- Didymocarpus biserratus
- Didymocarpus bracteatus
- Didymocarpus burkei
- Didymocarpus cinereus
- Didymocarpus citrinus
- Didymocarpus corchorifolius
- Didymocarpus cordatus
- Didymocarpus cortusifolius
- Didymocarpus curvicapsa
- Didymocarpus denticulatus
- Didymocarpus dongrakensis
- Didymocarpus elatior
- Didymocarpus epithemoides
- Didymocarpus gageanus
- Didymocarpus geesinkianus
- Didymocarpus glandulosus
- Didymocarpus graciliflorus
- Didymocarpus grandidentatus
- Didymocarpus heucherifolius
- Didymocarpus hookeri
- Didymocarpus insulsus
- Didymocarpus kerrii
- Didymocarpus labiatus
- Didymocarpus leiboensis
- Didymocarpus lineicapsa
- Didymocarpus macrophyllus
- Didymocarpus margaritae
- Didymocarpus medogensis
- Didymocarpus megaphyllus
- Didymocarpus mengtze
- Didymocarpus mollis
- Didymocarpus mortonii
- Didymocarpus nanophyton
- Didymocarpus newmannii
- Didymocarpus nigrescens
- Didymocarpus oblongus
- Didymocarpus ovatus
- Didymocarpus parryorum
- Didymocarpus paucinervius
- Didymocarpus pedicellatus
- Didymocarpus perakensis
- Didymocarpus platycalyx
- Didymocarpus podocarpus
- Didymocarpus poilanei
- Didymocarpus praeteritus
- Didymocarpus primulifolius
- Didymocarpus pseudomengtze
- Didymocarpus pteronema
- Didymocarpus pulcher
- Didymocarpus punduanus
- Didymocarpus purpureobracteatus
- Didymocarpus purpureopictus
- Didymocarpus purpureus
- Didymocarpus reniformis
- Didymocarpus robustus
- Didymocarpus rufipes
- Didymocarpus salviiflorus
- Didymocarpus silvarum
- Didymocarpus sinoprimulinus
- Didymocarpus stenanthos
- Didymocarpus stenocarpus
- Didymocarpus subpalmatinervis
- Didymocarpus sulphureus
- Didymocarpus triplotrichus
- Didymocarpus tristis
- Didymocarpus wattianus
- Didymocarpus wengeri
- Didymocarpus venosus
- Didymocarpus villosus
- Didymocarpus violaceus
- Didymocarpus yuenlingensis
- Didymocarpus yunnanensis
- Didymocarpus zhenkangensis
- Didymocarpus zhufengensis